# Svenbodhån
Svenbodhån är en sjö i Härjedalens kommun i Härjedalen och ingår i Ljusnans huvudavrinningsområde. Sjön har en area på 0,767 kvadratkilometer och ligger 797,8 meter över havet. Svenbodhån ligger i Rogen Natura 2000-område. Sjön avvattnas av vattendraget Mysklan (Övre Mysklan).

## Delavrinningsområde
Svenbodhån ingår i det delavrinningsområde (692634-132309) som SMHI kallar för Inloppet i Skomshån. Medelhöjden är 870 meter över havet och ytan är 15,09 kvadratkilometer. Räknas de 9 avrinningsområdena uppströms in blir den ackumulerade arean 78,8 kvadratkilometer. Mysklan (Övre Mysklan) som avvattnar avrinningsområdet har biflödesordning 2, vilket innebär att vattnet flödar genom totalt 2 vattendrag innan det når havet efter 405 kilometer. Avrinningsområdet består mestadels av skog (54 procent) och kalfjäll (34 procent). Avrinningsområdet har 0,87 kvadratkilometer vattenytor vilket ger det en sjöprocent på 5,7 procent.